# Luca Romagnoli
Luca Romagnoli (* 12. září 1961, Řím) je italský politik a geograf, předseda strany Fiamma Tricolore (Tříbarevný plamen) a poslanec Evropského parlamentu.
Luca Romagnoli vystudoval v roce 1989 geografii na Università degli studi di Roma "La Sapienza". V roce 2004 získal v tomto oboru docenturu.
Ve volbách v roce 2004 byl zvolen jako jediný kandidát své strany poslancem Evropského parlamentu v jehož rámci je zakládajícím členem frakce Identita, tradice, suverenita, členem výboru pro dopravu a turistiku a členem parlamentní delegace EU - Mercosur.